# Marxistická dialektika
Marxistická dialektika je součást marxisticko-leninské filozofie — dialektického a historického materialismu. Lenin spatřoval v dialektice živou duši marxismu.

## Definice
„Uměním dialektiky“ nazývali starořečtí filozofové umění zjistit pravdu prostřednictvím sporu nebo rozhovoru, v nichž se odhalují rozpory v názorech spolubesedníků. Zakladatelé marxismu začali rozumět dialektikou učení o všeobecných souvislostech, o nejobecnějších zákonech vývoje veškeré skutečnosti. Sovětská středoškolská učebnice společenských věd za redakce Georgije Šachnazarova definovala marxistickou dialektiku takto:
| „                                                                                          | Диалектика — учение о всеобщей связи и развитии мира. | Dialektika je učení o všeobecné souvislosti a vývoji světa. | “ |
| — , Společenské vědy (učebnice), Moskva: Nakladatelství politické literatury, 1982, s. 27. |                                                       |                                                             |   |

Základní dialektická idea spočívá v myšlence o všeobecné souvislosti kvalitativně rozmanitých oblastí skutečnosti a jejich zákonitém vývoji. Dialektika učí o souvislosti všeho se vším. To znamená, že je skutečnost souvislým, jednotným celkem, kde věci a jevy jsou vzájemně organicky spjaty, jsou na sobě závislé a vzájemně se podmiňují.
| „                                                                      | Všechno existuje v souvislosti a vzájemném působení — takové je tvrzení dialektiky. | “ |
| — Stručný filosofický slovník, heslo „Marxistická dialektická metoda“. |                                                                                     |   |

Dialektická metoda zkoumá všechny jevy ve vzájemné souvislosti, v procesu vývoje a změny, odhaluje vnitřní protiklady podmiňující tento proces a jejich boj.
J. V. Stalin ve své práci O dialektickém a historickém materialismu uvádí čtyři základní rysy marxistické dialektické metody.

## Dialektika a metafyzika
Ve svém základu je dialektika přímým opakem metafysiky. Toto slovo neznamená v marxistické literatuře totéž co v předmarxistické nebo v soudobé filozofické literatuře. Ve předmarxovské filozofii tvořila metafyzika onu část filozofie, jež pojednávala o otázkách, které přesahovaly hranice zkušenosti (o Bohu, duši, svobodné vůli atd.). Termín „metafyzika“ v marxismu má jiný význam a znamená nevědeckou metodu přístupu k přírodním jevům jako k jednotlivým, navzájem isolovaným a neměnným, tj. metodu přímo protikladnou dialektice. Metafyzikové viděli v přírodě náhodný shluk předmětů a jevů nezávislých a navzájem isolovaných. Pro metafyziky je charakteristické, že vývojový proces pokládají za pouhý proces růstu, v němž kvantitativní změny nevedou ke kvalitativním. Metafyzika odmítá vnitřní rozpory v předmětech, zdrojem vývoje je pro ní střetnutí vnšjších protikladných sil.
Dialektika a metafyzika tedy znamenají nejen odlišný přístup ke skutečnosti, ale i její odlišný výklad. Boj dialektiky a metafyziky je specifickou zákonitostí vývoje filozofie, protože filozofové vždy přistupovali k objasňování jevů světa z pozic dialektiky nebo metafyziky.

## Zákony dialektiky
Pro Hegela, který redukoval hybné síly vývoje na poznání, na myšlení jako na činnost jakéhosi absolutního subjektu, „absolutní ideje“ čili Boha, problém zákona vývoje fakticky neexistoval. Ve své knize Logika jako věda i v jiných pracích věnuje Hegel málo pozornosti pojmu zákona. Pro Karla Marxe je naopak dialektika vědou o nejobecnějších zákonech vývoje bytí a poznání, neboť Marx staví na místo „svobodného“ a jakoby na hmotě nezávislého ducha reálnou souvislost, vzájemnou podmínenost materiálnich jevů, která tvoří zákony jejich vývoje.
Zákonem rozumí marxistická dialektika opakující se obecnou a nutnou, relativně stálou souvislost jevů. Protože každý zákon charakterizuje obecnou souvislost, vztahuje se na celou skupinu jevů určitého druhu. Jednotlivé zákony však zahrnují méně či více rozsáhlé jevy. Musíme proto rozlišovat obecnější a méně obecné zákony. Všechny chemické prvky jsou například podřízeny periodickému zákonu, podle něhož jsou jejich vlastnosti závislé na náboji atomového jádra. Existují však zákony, které se vztahují pouze na aktivní látky, tzn. pouze na část chemických prvků. Je to například zákon poločasu rozpadu. Vzhledem k periodickému zákonu je ovšem méně obecný. Avšak periodický zákon je zase méně obecný ve srovnání s gravitačním zákonem, protože tento zákon se nevztahuje pouze na chemické prvky, ale na všechny ostatní materiální objekty. Je tedy zřejmé, že nejobecnějšími zákony jsou ty, jež nezahrnují pouze úzce vymezenou oblast jevů, nýbrž všechny existující předměty a jevy.
Ani jeden ze zákonů formulovaných fyzikou, biologií, chemií a jiných speciálních (nefilozofických) vědných oborů není nejobecnějším. Každý konkrétní vědní obor odhaluje zákony ve více či méně rozsáhlé, vždy však omezené oblasti jevů (například pouze v živé přírodě, pouze u fizyckých těles, chemických prvků atd.). Jedině materialistická dialektika si klade za cíl odhalovat zákony vlastní předmětům a jevům ve všech oblastech reálného světa, ať již jsou to plyny, chemické prvky, kosmické objekty, společenské jevy, lidské poznatky aj. Jinak řečeno, je vědou o nejobecnějších zákonech vývoje v přírodě, společnosti a myšlení.
Všechny jevy materiálního a duchovního světa jsou podřízeny takovým zákonům, jako jsou:
1. jednota a boj protikladů;
2. přechod kvantitativních změn v kvalitativní;
3. negace negace.

Tyto zákony jsou hlavní.
„Hlavní zákony: zvrat kvantity v kvalitu ― vzájemné prolínání polárních protikladů a zvrat jednoho v druhý, když jsou dovedeny do krajnosti ― vývoj rozporem čili negace negace ― spirálovitá forma vývoje.“ — Bedřich Engels, Dialektika přírody, kapitola "NÁČRTEK CELKOVÉHO PLÁNU  
Lenin ukazoval, že učení o boji protikladů jako zdroji všeho vývoje je jádrem, podstatou marxistické dialektické metody.
—  Vladimir Iljič Lenin: Filozofické sešity, Kapitola „KONSPEKT HEGELOVY KNIHY PŘEDNÁŠKY O DĚJINÁCH FILOZOFIE“. 
Zákon vzájemného přechodu kvantitativních změn v kvalitativní odpovídá na otázku, jak probíhá vývoj, jak vzniká nové. Ale tento zákon neodhaluje celou podstatu vývoje. Vzniká otázka: co je hybnou silou, zdrojem vývoje? Na tuto otázku odpovídá druhý zákon, zákon jednoty a boje protikladů. Odpovídá na otázku proč dochází k vývoji. Ale ani jeden z těchto zákonů neodpovídá na otázku, v kterém případě je nové rozvinutím starého, tj. v jakém směru se děje vývoj. Každý vývoj je určitým způsobem zaměřený proces. Tuto stránku vývoje vyjadřuje zákon negace negace. Ale tyto zákony zdaleka nevyčerpávají celou podstatu procesu vývoje a dialektika se na ně neomezuje. Významné místo v soustavě dialektických zákonitostí mají takové zákony jako dialektika vzájemného vztahu jedinečného a obecného, příčiny a účinku, zákonitosti, nutnosti a náhodnosti, možnosti a skutečnosti, formy a obsahu, části a celku, vnitřního a vnějšího, podstaty a jevu.